# Dahiyar
Dahiyar (nep. दहियार) – gaun wikas samiti w środkowej części Nepalu w strefie Narajani w dystrykcie Bara. Według nepalskiego spisu powszechnego z 2001 roku liczył on 981 gospodarstw domowych i 6260 mieszkańców (3034 kobiet i 3226 mężczyzn).